# 博佐維奇鄉
44°56′N 22°00′E / 44.933°N 22.000°E
博佐維奇鄉（羅馬尼亞語：Comuna Bozovici, Caraș-Severin），是羅馬尼亞的鄉份，位於該國西南部，由卡拉什-塞維林縣負責管轄，面積188平方公里，海拔高度336米，2007年人口3,423，人口密度每平方公里18人。